# 水螅纲
水螅綱（學名：Hydrozoa），又名水螅水母綱（學名），是刺胞动物门水螅虫总纲的一个纲，包括一部份水母及水螅類動物。

## 分類
水螅綱動物的分類如下：
- 水螅綱 Hydrozoa
  - 软水母亚纲 Hydroidolina
    - 花水母目 Anthoathecata
      - 亞目 Aplanulata
      - 頭螅水母亞目 Capitata
      - 絲螅水母亞目 Filifera

    - 軟水母目 Leptothecata
    - 管水母目 Siphonophorae
      - 鐘泳亞目 Calycophorae
      - 胞泳亞目 Physonectae
      - 囊泳亞目 Cystonectae

  - 硬水母亞纲 Trachylinae
    - 辐射水母目 Actinulida
    - 淡水水母目 Limnomedusae
    - 剛水母目 Narcomedusae
    - 硬水母目 Trachymedusae